# Léninsk-Kuznetski
Léninsk-Kuznetski (del ruso: Ленинск-Кузнецкий) es una ciudad del óblast de Kémerovo, en Rusia, centro administrativo del raión homónimo. Está situada a orillas del río Inia, afluente del Obi, a 75 km al sur de la capital del óblast, Kémerovo. Se encuentra en la cuenca hullera del Kuzbass.

## Historia
El primer asentamiento se remonta a 1763 con la creación de un pueblo llamado Kolchugino. La extracción de carbón se inició en 1870, aunque no es realmente intensiva hasta 1912, gracias a la inversión de capitales franceses. La aglomeración fue rebautizada como Léninsk en 1922 y desde 1924 como Léninsk-Kuznetski. Adquiere estatus de ciudad en 1925.

## Demografía
| 1926  | 1931  | 1939  | 1956  | 1959  | 1962  | 1967  | 1970  | 1973  | 1976  | 1979  | 1982 | 1986 | 1989  | 1992 |
| ----- | ----- | ----- | ----- | ----- | ----- | ----- | ----- | ----- | ----- | ----- | ---- | ---- | ----- | ---- |
| 19,6  | 39,1  | 83    | 119   | 132,2 | 140   | 138   | 127,7 | 129   | 130   | 132,1 | 134  | 135  | 165,5 | 123  |
| 1996  | 1998  | 2000  | 2001  | 2003  | 2005  | 2006  | 2007  | 2008  | 2010  |       |      |      |       |      |
| 119,4 | 116,7 | 113,8 | 112,2 | 112,3 | 109,3 | 107,9 | 106,4 | 105,4 | 104,5 |       |      |      |       |      |

## Economía y transporte

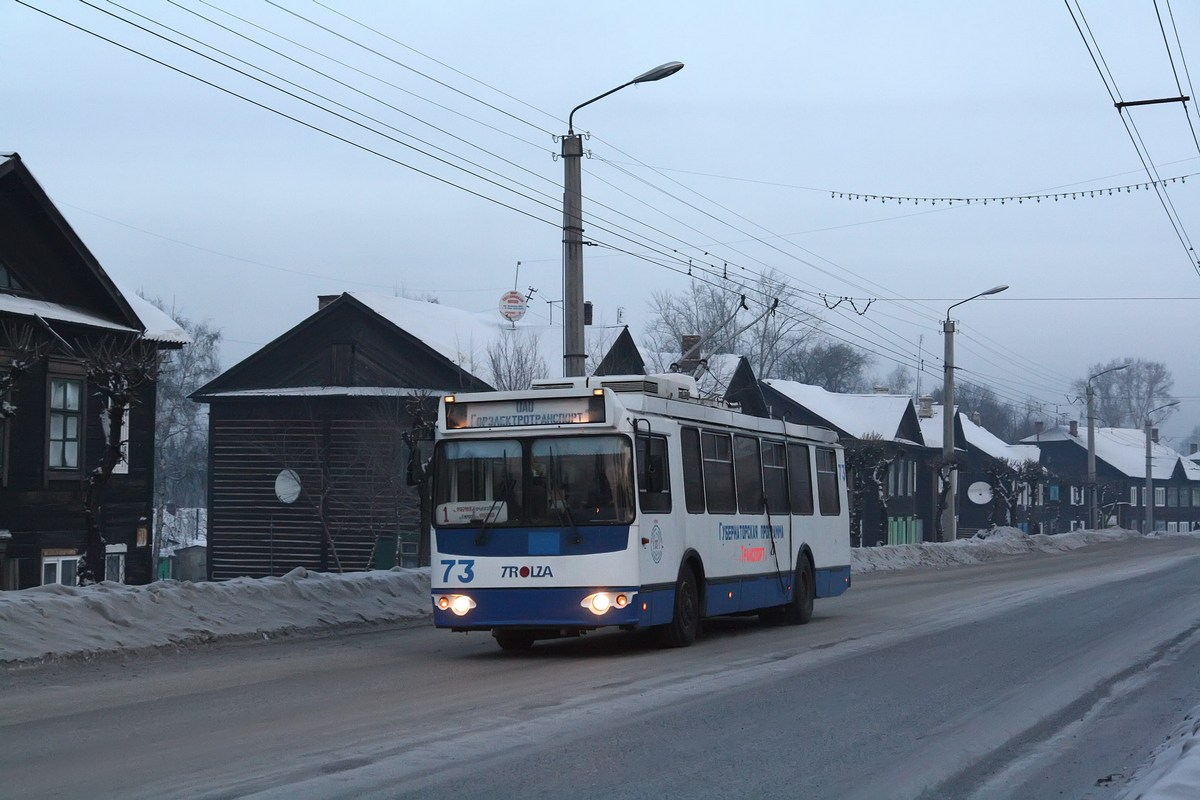
Autobús Trolza en Léninsk-Kuznetsky en el año 2009.

La ciudad está totalmente volcada en la extracción de carbón. Dentro de los límites de la ciudad se encuentran numerosas minas.
Se encuentra sobre las carreteras nacionales Léninsk-Kuznetski-Novosibirsk y Kémerovo-Novokuznetsk así como en las líneas de ferrocarril Novosibirsk-Novokuznetsk y Kémerovo-Novokuznetsk. La ciudad dispone de una red de trolebuses desde 1984.

## Climatología
| Parámetros climáticos promedio de Léninsk-Kuznetski | Parámetros climáticos promedio de Léninsk-Kuznetski | Parámetros climáticos promedio de Léninsk-Kuznetski | Parámetros climáticos promedio de Léninsk-Kuznetski | Parámetros climáticos promedio de Léninsk-Kuznetski | Parámetros climáticos promedio de Léninsk-Kuznetski | Parámetros climáticos promedio de Léninsk-Kuznetski | Parámetros climáticos promedio de Léninsk-Kuznetski | Parámetros climáticos promedio de Léninsk-Kuznetski | Parámetros climáticos promedio de Léninsk-Kuznetski | Parámetros climáticos promedio de Léninsk-Kuznetski | Parámetros climáticos promedio de Léninsk-Kuznetski | Parámetros climáticos promedio de Léninsk-Kuznetski | Parámetros climáticos promedio de Léninsk-Kuznetski |
| Mes                                                 | Ene.                                                | Feb.                                                | Mar.                                                | Abr.                                                | May.                                                | Jun.                                                | Jul.                                                | Ago.                                                | Sep.                                                | Oct.                                                | Nov.                                                | Dic.                                                | Anual                                               |
| --------------------------------------------------- | --------------------------------------------------- | --------------------------------------------------- | --------------------------------------------------- | --------------------------------------------------- | --------------------------------------------------- | --------------------------------------------------- | --------------------------------------------------- | --------------------------------------------------- | --------------------------------------------------- | --------------------------------------------------- | --------------------------------------------------- | --------------------------------------------------- | --------------------------------------------------- |
| Temp. máx. media (°C)                               | -11.8                                               | -9.4                                                | -2.4                                                | 5.1                                                 | 19.6                                                | 25.6                                                | 29.1                                                | 25.8                                                | 16.2                                                | 6                                                   | -4.8                                                | -10.6                                               | 7.4                                                 |
| Temp. media (°C)                                    | -15.8                                               | -14.7                                               | -8.9                                                | -0.6                                                | 11.4                                                | 17.2                                                | 20.3                                                | 17.4                                                | 9.7                                                 | 1.7                                                 | -8.6                                                | -14.5                                               | 1.2                                                 |
| Temp. mín. media (°C)                               | -20.3                                               | -20                                                 | -15.7                                               | -6.8                                                | 4.1                                                 | 9                                                   | 12.6                                                | 10.6                                                | 4.3                                                 | -2                                                  | -12.7                                               | -18.8                                               | -4.6                                                |
| Fuente: Kémerovo-Méteo                              |                                                     |                                                     |                                                     |                                                     |                                                     |                                                     |                                                     |                                                     |                                                     |                                                     |                                                     |                                                     |                                                     |